# Dicranostyles villosa
Dicranostyles villosa är en vindeväxtart som beskrevs av Adolpho Ducke. Dicranostyles villosa ingår i släktet Dicranostyles och familjen vindeväxter. Inga underarter finns listade i Catalogue of Life.